# نهائي كأس خادم الحرمين 2011
نهائي كأس خادم الحرمين 2011 هي مباراة في كرة القدم لعبت في أستاذ عبد الله الفيصل بن عبد العزيز آل سعود في جدة، السعودية من أجل اختيار بطل كاس خادم الحرمين وقد جمع بين نادي اتحاد جدة والأهلي السعودي وانتهى بفوز الأهلي بركلات الترجيح بعد تعادل الفريين 0-0 طول المبارة.

## لاعبون الاتحاد
المدرب ديمتري 
- مبروك زايد
- حمد المنتشري
- أسامة المولد
- مشعل السعيد
- محمد نور
- عبد الملك زياية
- سعود كريري
- احمد حديد
- نايف هزازي
- محمد الراشد
- باولو جورج
- راشد الرهيب
- سلطان النمري

## لاعبون الأهلي
- ياسر المسليم
- محمد مسعد
- إبراهيم هزازي
- جفين البيشي
- فكتور سيموس
- صاحب العبد الله
- منصور الحربي
- كامل الموسى
- معتز الموسى
- تيسير الجاسم
- عماد الحوسني
- عبد الرحيم الجيزاوي
- نيكولا بيتكوفيتش
- مارسينيو دي سيلفا

المدرب
الكسندر اليكس

## التحكيم
قاد هذا المبارة طاقم بلجيكي أتى خصيصا لهذا المبارة